# Božena Možíšová
Božena Možíšová, rozená Kosařová, (23. března 1920 Praha – 30. ledna 2004 Praha) byla česká animátorka, scenáristka a režisérka. Svou tvorbu zaměřila primárně na dětského diváka. Jejím nejznámějším dílem se stal kreslený seriál O Dorotce.

## Život
Svou profesní dráhu u animovaného filmu začala Božena Možíšová již v průběhu druhé světové války, kdy pracovala v německém Ateliéru filmového triku (AFIT) pod společností Prag Filmu jako fázařka. Od roku 1946 pracovala již ve zestátněném Studiu loutkového a kresleného filmu jako animátorka.

Poté začala spolupracovat s rozličnými režiséry. Podobně jako například Vlasta Pospíšilová, i Božena Možíšová zahájila svou vlastní režijní tvorbu až po mnoha letech spolupráce s jinými režiséry. Ona sama k tomuto tématu řekla následující:
Neměla jsem zpočátku dost potřebné sebedůvěry, […] začínala jsem jako režisérka poměrně pozdě, i když jsem si byla vědoma, že dlouholeté zkušenosti z animace a fázování jsou výborným předpokladem. A někde docela v hloubi mě nahlodávala pochybnost, že žena v tvůrčí oblasti má přece jenom obtížnější postavení. Už také nějaký čas zase uběhl, ale tenkrát…
Debutovala krátkometrážním snímkem Přírodopis v cylindru (1967), po němž pak natočila ještě pět dalších krátkých filmů. Od roku 1971 začala realizovat seriál O Dorotce, jímž se asi nejvíce proslavila. Ten byl oceňován jak v Československu, tak i v zahraničí.

## Dílo

### Spolupráce
Zkušenosti, které později Božena Možíšovou přivedly až k samostatné režijní tvorbě, získala spoluprací na řadě filmů a seriálů. Mezi její první zkušenosti patří krátkometrážní barevný snímek Svatba v korálovém moři (kolektivní dílo výtvarníků AFITu, pod kterým byl oficiálně podepsán Němec Horst von Möllendorff, 1944). Dále pak spolupracovala také na kreslených filmech Jiřího Trnky Jak dědek zasadil řepu (1945) a Liška a džbán (režie společně se s Stanislavem Látalem, 1947).
V padesátých letech jako animátorka pokračovala v práci na kreslených filmech. Podílela se například na dílech Václava Bedřicha Hrnečku, vař! (1953) a Čert a Káča (1955) či na animovaných snímcích Jiřího Brdečky Špatně namalovaná slepice (1963) a Blaho lásky (1966).
Spolupracovala také na řadě filmů režiséra Eduarda Hofmana. Ať už se jedná o sériál Povídání o pejskovi kočičce (1950) podle knihy Josefa Čapka či o celovečerní film Stvoření světa (1957), který vznikal ve francouzské koprodukci. Jako animátorka s Hofmanem pracovala také na pohádce Dvanáct měsíčků (1960) podle Boženy Němcové a na adaptacích pohádek Karla Čapka Psí pohádka (1959), Pošťácká pohádka (1961) a bratří Čapků Doktorská pohádka (1963) a Loupežnická pohádka (1964).

### Samostatná tvorba
V roce 1967 Božena Možíšová debutovala krátkometrážním filmem Přídopis v cylindru (1967), jež vypráví o dvou chlapcích, kteří ukradnou kouzelníkovi magický cylindr a z něho pak na hodině přírodopisu vytahují nejrůznější zvířata. Film vznikl podle textu Miloše Macourka, do filmové podoby byl však převeden bez komentáře. Už se svým prvním filmem zaznamenala mezinárodní úspěch – snímek byl oceněn cenou Walta Disneyho za nejlepší animovaný film na VI. MFF pro děti v Gijonu a Velkou cenou (Zlatou sochu festivalu) za nejlepší film na III. MFF pro děti v Teheránu.

Scénáře ke svým dalším snímkům si Božena Možíšová psala již sama. Po Přídopisu v cylindru následovaly krátkometrážní snímky Nehoupat (1969), Medicína (1970), Malý blesk (1973), Kocourek Mňouk (1974) a Mokrá pohádka (1976). Všechny její snímky byly určeny primárně pro dětského diváka. Božena Možíšová k tematice dětského filmu a dětského diváka řekla:
...že jsem si vybrala dětskou tematiku bylo pro mne úplně samozřejmé. Mám k těm malým daleko nejlepší vztah. Svět dětského myšlení je mi blízký, jejich fantazie a bezprostřednost a nezprofanovaný pojem čistoty. Domnívám se, že filmů pro děti je stále málo, že jsme jim toho vůbec mnoho dlužni v našem uspěchaném světě. Pokouším se také ve svých filmech podpořit to, co je v dětech nejcennějšího – jejich fantazii, hravost a smysl pro humor.
Na začátku sedmdesátých let začala natáčet večerníčkový seriál O Dorotce, který vypráví o dobrodružstvích dívky Dorotky a prostořekého, ale chytrého papouška. Výtvarno je dílem Jiřího Kalouska. Božena Možíšová pak do roku 1978 natočila celých deset dílů, přičemž každý z nich měl asi sedm minut. Největší úspěch zaznamenal sedmý díl seriálu, který byl oceněn na VIII. MFF v Teheránu v kategorii filmů pro děti první cenou, tedy Zlatou palmou.

## Filmografie

### Spolupráce
- Svatba v korálovém moři (režie kolektiv studia AFIT, 1944)
- Jak dědek zasadil řepu (režie Jiří Trnka, 1945)
- Liška a džbán (režie Jiří Trnka a Stanislav Látal, 1947)

### Animace
- Povídání o pejskovi kočičce (režie Eduard Hofman, 1950) – seriál
- Hrnečku, vař! (režie Václav Bedřich, 1953)
- Čert a Káča (režie Václav Bedřich, 1955)
- Stvoření světa (režie Eduard Hofman, 1957)
- Psí pohádka (režie Eduard Hofman, 1959)
- Dvanáct měsíčků (režie Eduard Hofman, 1960)
- Pošťácká pohádka (režie Eduard Hofman, 1961)
- Doktorská pohádka (režie Eduard Hofman, 1963)
- Špatně namalovaná slepice (režie Jiří Brdečka, 1963)
- Loupežnická pohádka (režie Eduard Hofman, 1964)
- Blaho lásky (režie Jiří Brdečka, 1966)

### Režie
- Přírodopis v cylindru (1967) – podle textu Miloše Macourka, oceněno cenou Walta Disneyho za nejlepší animovaný film na VI. MFF pro děti v Gijonu a Velkou cenu (Zlatou sochu festivalu) za nejlepší film na III. MFF pro děti v Teheránu v roce 1968
- Nehoupat (1969)
- Medicína (1970)
- Dorotka a drak (1971)
- Dorotka a pštros (1971)
- Dorotka a straka (1971)
- Malý blesk (1973) – podle námětu Eleny Tocíkové
- Kocourek Mňouk (1974)
- Dorotka a zpěvák (1972) – oceněno na VIII. MFF v Teheránu v kategorii filmů pro děti první cenou, Zlatou palmou v roce 1972
- Dorotka a papoušek (1974)
- Dorotka a ježibaba (1975)
- Dorotka a hodiny (1975)
- Mokrá pohádka (1976)
- Dorotka a plamínek (1976)
- Dorotka a hvězda (1977)
- Dorotka a abeceda (1978)